# Gare de Saint-Moritz
La gare de Saint-Moritz (ou St. Moritz (de)) est une gare ferroviaire située sur le territoire de la commune suisse de Saint-Moritz, dans le canton des Grisons. Elle est le terminus des lignes de l'Albula et de la Bernina des Chemins de fer rhétiques.
La gare est située sur la rive nord du lac de Saint-Moritz.

## Situation ferroviaire
Établie à 1 775 mètres d'altitude, la gare de Saint-Moritz est située au point kilométrique 102,93 de la ligne de l'Albula et 0 de la ligne de la Bernina.
La gare est dotée de dix voies, dont cinq voies à quai, bordées par un quai latéral et deux quais centraux.

## Histoire
Le 5 juillet 1896, le tramway de Saint-Moritz a été inauguré. Il a cessé de fonctionner en 1932 et a été remplacé par un service d'autobus. L'arrêt précoce de l'exploitation fut également justifié par le fait qu'il ne desservait pas la gare principale de la commune, ouverte ultérieurement. Cette nouvelle gare est devenue un point central de convergence des lignes d'autobus qui en ont résulté, et de manière plus générale pour les transports publics desservant la Haute-Engadine.

La ligne de l'Albula est ouverte dès 1903 de Thusis à Celerina, mais le dernier tronçon de Celerina à Saint-Moritz n'est mis en service que le 10 juillet 1904. Le tronçon de Saint-Moritz à Celerina Staz du chemin de fer de la Bernina a, quant à lui, été ouvert le 1er juillet 1909,,.

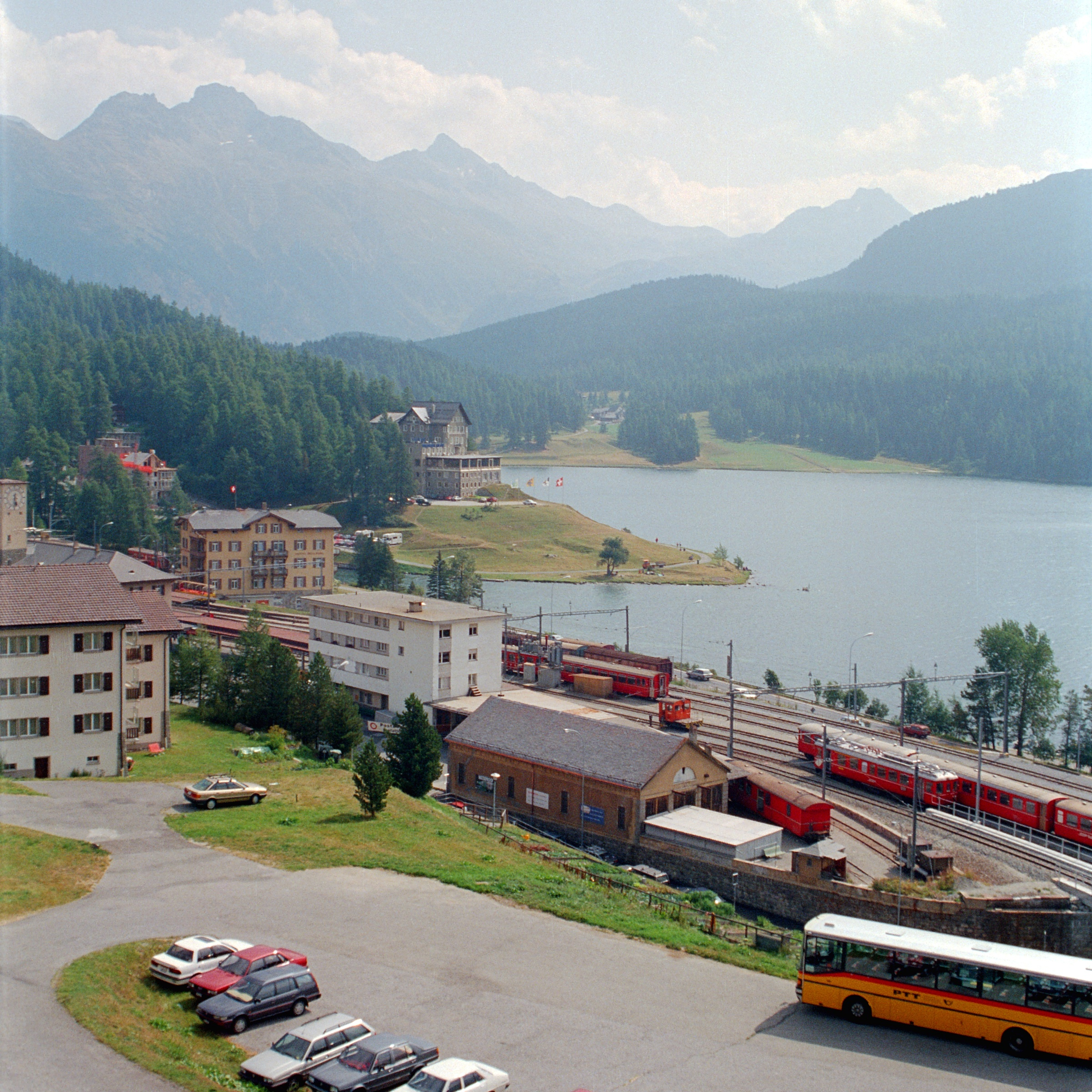
La gare en 1992.

La gare a été construite comme gare de passage, car il était initialement prévu de prolonger la ligne en direction de Maloja. Ainsi, une voie partant du côté ouest de la gare aurait dû franchir d'abord un pont, avant de s'engager dans la pente. Il était ainsi prévu de creuser un tunnel pour passer sous le centre de Saint-Moritz.
En vue des Championnats du monde de ski alpin 2017 organisés à St-Moritz, la gare a été transformée entre 2014 et 2017. Les nouveaux quais, couverts, encadrent cinq voies à quai et ont été conçus pour être accessibles aux personnes handicapées. Le bâtiment voyageurs est resté inchangé, tandis que la place de la gare a été repensée avec une nouvelle gare routière. Les RhB ont, en outre, aménagé de nouvelles voies de garage via la construction d'un mur de soutènement de 250 mètres de long le long de la route cantonale,.
Le premier bâtiment voyageurs a été conçu par A. Ludwig, qui a également assuré la direction des travaux. Les coûts de construction sont estimés à 90 000 CHF. Le bâtiment a été construit par le maître d'œuvre Huder de Davos. En raison de la rudesse du climat et du prix très élevé du bois à l'époque, le bâtiment était constitué de moellons enduits. Il s'agissait d'une construction en trois parties avec deux bâtiments d'extrémité surélevés reliés par un bâtiment central bas. Le bâtiment a été remplacé par la construction actuelle qui date de 1927.

## Service des voyageurs

### Accueil
Gare des RhB, elle est dotée d'un bâtiment voyageurs proposant un point de vente de titres de transport ainsi que des distributeurs automatiques de titres de transport. Elle est accessible aux personnes à mobilité réduite.

### Desserte

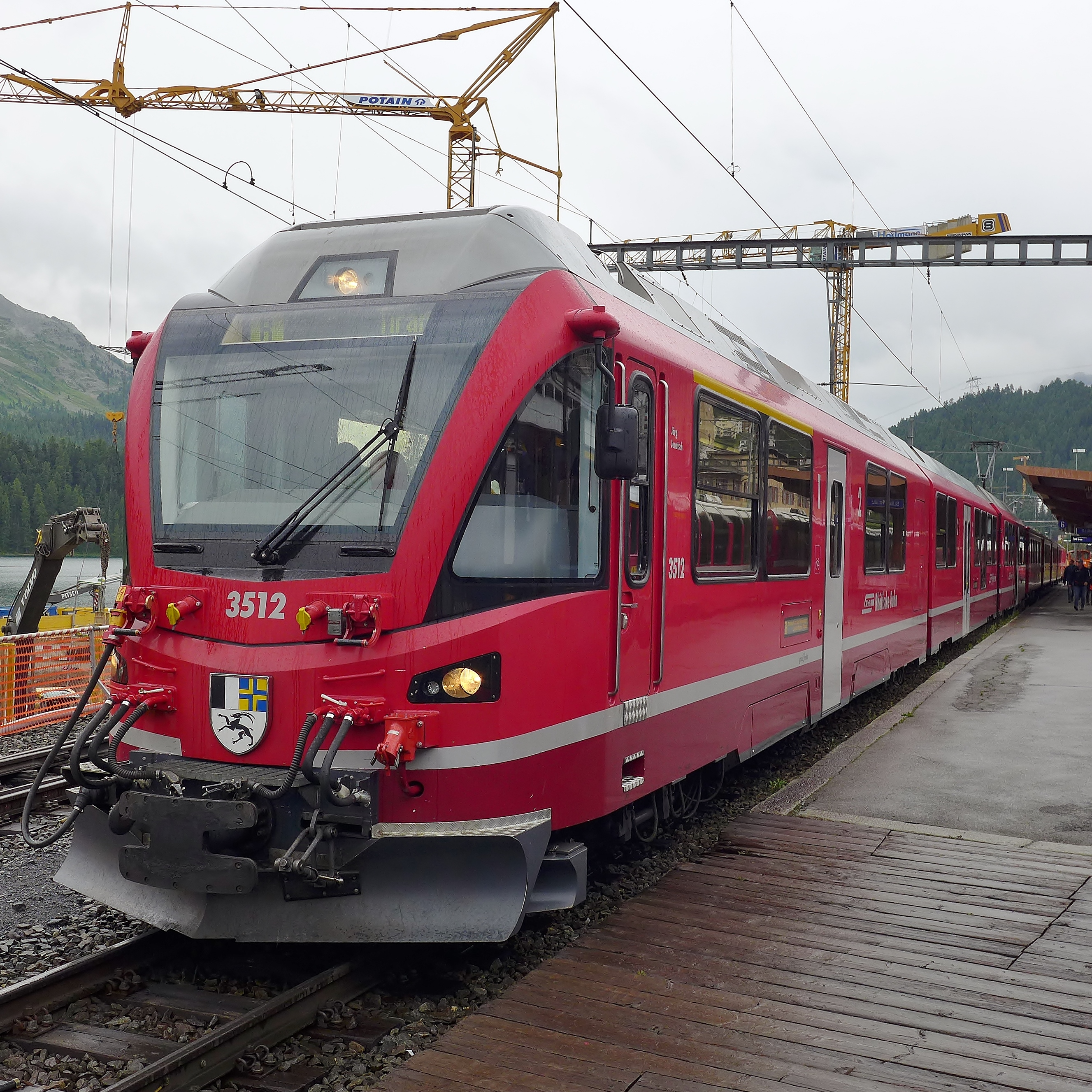
Automotrice RhB ABe 8/12 Allegra en tête d'un train Regio pour Tirano.

La gare est desservie par les chemins de fer rhétiques à hauteur d'un train InterRegio par heure en journée reliant Coire à Saint-Moritz par la ligne de l'Albula. Ces InterRegio sont en correspondance avec les trains Regio reliant chaque heure Pontresina à Scuol-Tarasp. Ces trains InterRegio se transforment en Regio en soirée et desservent tous les arrêts (ou presque, selon les services) de Coire à Saint-Moritz. Une ligne RegioExpress assure également toutes les deux heures la liaison de Landquart à Saint-Moritz via le tunnel de la Vereina. Cette liaison est renforcée (cadencement horaire imparfait) pour avoir un train par heure et par sens les week-ends et jours fériés. Toujours dans les services réguliers, Saint-Moritz est également reliée chaque heure à Tirano grâce à un train Regio circulant sur la ligne de la Bernina (cadencement horaire imparfait),,,.
À ces services réguliers s'ajoutent, plusieurs fois par jour suivant les saisons, les trains Glacier Express reliant Zermatt à Saint-Moritz ainsi que des trains supplémentaires Bernina Express reliant Saint-Moritz à Tirano.

### Intermodalité
La gare de Saint-Moritz est en correspondance directe avec de très nombreuses lignes urbaines et interurbaines à l'arrêt St. Moritz, Bahnhof, situé au niveau de la gare routière de Saint-Moritz à côté du bâtiment voyageurs de la gare ferroviaire.
CarPostal y assure les lignes 182 à destination de Bivio et de Coire via le col du Julier, 604 en coopération avec Engadin Bus vers Maloja et Chiavenna et 631 vers la gare de Lugano (ligne surnommée « Palm Express »). Engadin Bus assure également les lignes 601 reliant Samedan à Surlej via la gare de Saint-Moritz , 602 entre Bernina Lagalb et Maloja via la gare de Saint-Moritz et 610 qui assure la desserte nocturne entre Samedan et Surlej. Ostbus St. Moritz exploite la ligne 609 qui assure une desserte interne de Saint-Moritz. Autoservizi Silvestri assure la ligne 705 à destination de Livigno en Italie via le col de Livigno. 